# Калиновка (Первомайський район)
Кали́новка (рос. Калиновка) — присілок у складі Первомайського району Томської області, Росія. Входить до складу Новомаріїнського сільського поселення.

## Населення
Населення — 27 осіб (2010; 63 у 2002).
Національний склад (станом на 2002 рік):
- росіяни — 95 %